# Stadio Vanni Sanna
Stadio Vanni Sanna – wielofunkcyjny stadion w mieście Sassari, we Włoszech. Został otwarty w 1922 roku. Może pomieścić 12 000 widzów. Swoje spotkania rozgrywa na nim drużyna Sassari Torres.